# Ralph Chubb
Ralph Nicholas Chubb (* 8. Februar 1892 in Harpenden in Hertfordshire; † 14. Januar 1960 in Fair Oak Cottage, Hampshire) war ein britischer Dichter, Drucker und Künstler. Stark beeinflusst durch Whitman, Blake und die Romantiker, hat er mit seinem Werk eine komplexe persönliche Mythologie geschaffen, die anti-materialistisch und sexuell revolutionär war.

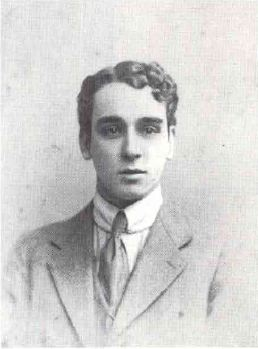
Ralph Chubb, 1912

## Leben
Ralf Chubbs Familie zog vor seinem ersten Geburtstag in die historische Stadt St Albans. Chubb besuchte dort die Abbey Gatehouse School und später das Selwyn College in Cambridge, bevor er im Ersten Weltkrieg Offizier wurde. Er diente ehrenhaft, entwickelte aber Posttraumatische Belastungsstörungen und wurde 1918 für dienstunfähig erklärt. Ab 1919 bis 1922 besuchte Chubb die Slade School of Art in London, wo er Leon Underwood und andere einflussreiche Künstler traf. Er trug mehrere Artikel zu Underwoods Zeitschrift The Island bei.
Obwohl Chubbs Werke an so wichtigen Orten wie die Goupil Gallery und die Royal Academy of Arts ausgestellt wurden, verkauften sich seine Gemälde nicht. Er zog mit seiner Familie in das Dorf Curridge, in der Nähe von Newbury in Berkshire. Er begann, sein künstlerisches Talent den Druckwerken zu widmen, die ein Leben lang seine Hauptbeschäftigung bleiben sollten.
Seine Bücher entstanden in mehreren Hauptphasen. Seine gesetzten Bücher der zwanziger Jahre waren eine bescheidene Vorstellung, die Chubbs Begabung für die Holzschnittkunst und seine idyllische, visuell inspirierte Dichtung präsentierten. Schon in diesem frühen Stadium wurde Chubbs lebenslange Fixierung auf männliche Jugendliche sichtbar. Er führte das Thema in An Appendix weiter aus, einem homosexuellen und spiritualistischen, von einem handschriftlichen Manuskript kopierten Manifest. An Appendix war das erste seiner gedruckten Werke, das in seiner eigenen Handschrift gedruckt wurde. Dem folgte bald das erste seiner opulenten lithografischen Bücher, The Sun Spirit. Im Laufe der dreißiger Jahre wurden Chubbs Bücher aufwendiger und attraktiver. In Water Cherubs kristallisiert sich Chubbs Ästhetik der jugendlichen männlichen Form heraus, und The Secret Country, das sich wie ein illuminiertes Manuskript entfaltet, erzählt Geschichten von Chubbs Familie und seinen Reisen unter die Roma im New Forest in Hampshire. Chubbs Druckpresse wurde durch den Krieg unterbrochen, aber im Jahre 1948 leitete er die dritte Periode seines Schaffens mit zwei umfänglichen Bänden ein: The Child Of Dawn und Flames of Sunrise. Jede Seite dieser zwei Bände ist gefüllt mit obskuren Abschweifungen über Chubbs Mythologie und Zeichnungen von symbolischer Bedeutung. Kurz zusammengefasst, war Chubbs Vision eine Prophezeiung über die Erlösung von „Albion“ oder England, durch den Jungen-Gott Ra-el-phaos, dessen Prophet und Herold Chubb zu sein behauptete. Darin hallt eine frühere Ankündigung wider, die sich in The Heavenly Cupid findet:

“I announce a secret event as tremendous and mysterious as any that has occurred in the spiritual history of the world. I announce the inauguration of a Third Dispensation, the dispensation of the Holy Ghost on earth, and the visible advent thereof on earth in the form of a Young Boy of thirteen years old, naked perfect and unblemished.”

„Ich kündige ein geheimes Ereignis an, das so gewaltig und mysteriös ist wie nur irgendein Ereignis der spirituellen Geschichte der Welt. Ich kündige den Beginn einer Dritten Ausgießung an, der Ausgießung des Heiligen Geistes auf Erden, und ihr sichtbares Eintreffen auf Erden in der Form eines Jungen im Alter von dreizehn Jahren, nackt, vollkommen und makellos.“

Andere Themen ziehen sich durch Chubbs gesamtes Werk. Er wurde sein Leben lang verfolgt von der Erinnerung an einen jungen Chorknaben in St Albans, der aus seinem Leben verschwand, gerade als er den Mut gefunden hatte, ihn anzusprechen. In ähnlicher Weise scheint eine kurze sexuelle Beziehung zu einem anderen Jungen, als Chubb 19 Jahre alt war, als Vorlage für spätere Visionen des Paradieses gedient zu haben. Chubbs Bücher wurden nach und nach immer selbstbezüglicher und paranoid. Im Versuch, seine homosexuelle Lust zu rechtfertigen, schuf er eine persönliche Mythologie, die alles in Begriffen erklärte, die nur er selbst verstehen konnte. Dennoch ist Chubbs Werk von faszinierender psychologischer Bedeutung. Jeder der verschiedenen Engel, Ritter, Seher und Jungen-Götter in seiner Traumwelt repräsentiert einen Aspekt seines introspektiven und verfolgten Selbst.
Chubb nahm wie viele andere Künstler seiner Generation der Wissenschaft das Eindringen in seine Vorstellung übel. Er machte die Wissenschaftler, orthodoxen Theologen und Politiker der Welt verächtlich, indem er ihnen vorwarf, seinen persönlichen Durst nach Freiheit zu unterdrücken. 1927 hatte er geschrieben:

“Existence, besides being a miracle, is a symbol. Albeit here for inscrutable purposes the spirit is only to be discerned as it were in a distorting-glass.”

„Die Existenz ist außer einem Wunder auch ein Symbol. Obwohl mit unergründlicher Absicht hier, ist der Geist nur wie in einem Zerrspiegel erkennbar.“

Chubb versuchte in An Appendix seine Leser von der Wahrheit seines Solipsismus zu überzeugen, indem er einige Beispiele für glückliche Zufälle aus seinem Leben illustrierte. Sein Ziel ist treffender, wenn er die Tabus und Frustrationen des modernen Lebens verurteilt.

“The green green hills, the blue blue sky, blue sea, great golden SUN, yellow dandelions, the pink naked beauty of ripe boyhood, deathless free and happy, brimming with health. This I must have. Nothing less than this can ever satisfy me! GIVE ME MY HEAVEN! GIVE ME MY HEAVEN!”

„Die grünen, grünen Hügel, der blaue, blaue Himmel, das blaue Meer, die große goldene SONNE, gelber Löwenzahn, die fleischfarbene, nackte Schönheit reifer Kindheit, unsterblich, frei und glücklich, strotzend vor Gesundheit. Dies muss ich haben. Nichts Geringeres als dies kann mich je zufriedenstellen! GEBT MIR MEINEN HIMMEL! GEBT MIR MEINEN HIMMEL!“

Als seine Gesundheit nachließ und er mit ständigen juristischen und finanziellen Schwierigkeiten konfrontiert war, gab Ralph Chubb seine kontroversen Werke in der Mitte der fünfziger Jahre auf und begann, seine frühen Gedichte und Kindheitserinnerungen zu sammeln und nachzudrucken. Treasure Trove und The Golden City (postum veröffentlicht) sind bar der üblichen Fülle nackter, geschmeidiger Jungen und bieten stattdessen einen Einblick in seine jugendliche Fantasie und einige seiner reizendsten Gedichte. In den letzten Jahren seines Lebens spendete er seine verbliebenen Bände den Nationalbibliotheken Großbritanniens. Er starb friedlich in Fair Oak Cottage in Hampshire am 14. Januar 1960 und wurde neben seinen Eltern bei der Kingsclere Woodland Church begraben.

## Werke
Keine Ausgabe von Chubbs Büchern hatte eine Auflage von über 200 Exemplaren, und einige seiner lithographierten Meisterwerke existieren nur in 30 oder 40 Exemplaren, von denen nur sechs oder sieben von Chubb mit großer Sorgfalt handkoloriert wurden.
Die Daten und Titel von Chubbs gedruckten Werken sind unten angegeben.
Frühe gesetzte Werke
- 1924 Manhood
- 1924 The Sacrifice of Youth
- 1925 A Fable of Love & Waw
- 1927 The Cloud & the Voice
- 1928 Woodcuts
- 1928 The Book of God's Madness
- 1929 An Appendix (kopierter handgeschriebener Text)

Lithographierte Texte
- 1930 Songs of Mankind
- 1931 The Sun Spirit
- 1934 The Heavenly Cupid
- 1935 Songs Pastoral and Paradisal (von Vincent Stuart illustriert; Skript von Helen Hinkley)
- 1936 Water Cherubs
- 1939 The Secret Country

Prophetische Texte der Nachkriegszeit
- 1948 The Child of Dawn
- 1953 Flames of Sunsrise

Juvenalia und frühe Romanzen
- 1957 Treasure Trove
- 1960 The Golden City

Postume Werke
- 1965 The Day of St. Alban
- 1970 Autumn Leaves